# Hodeng-Hodenger
Pour les articles homonymes, voir Hodeng-au-Bosc et Hodeng-en-Bray.
Ne doit pas être confondu avec Houdeng
Hodeng-Hodenger est une commune française située dans le département de la Seine-Maritime en région Normandie.

## Géographie
| Mésangueville |                   | Saumont-la-Poterie |
| Fry           | Hodeng-Hodenger   |                    |
|               | Beauvoir-en-Lyons | Brémontier-Merval  |

### Hydrographie
La commune est située dans le bassin Seine-Normandie. Elle est drainée par le ruisseau de Mesangueville, la Cayenne, le ruisseau des Fontenelles, le fossé 07 de la commune de Mesangueville, le ruisseau de la Hebergue et le ruisseau de la Hébergue,,.
Le ruisseau de Mésangueville, d'une longueur de 15 km, prend sa source dans la commune de La Ferté-Saint-Samson et se jette  dans l'Epte à Dampierre-en-Bray. 

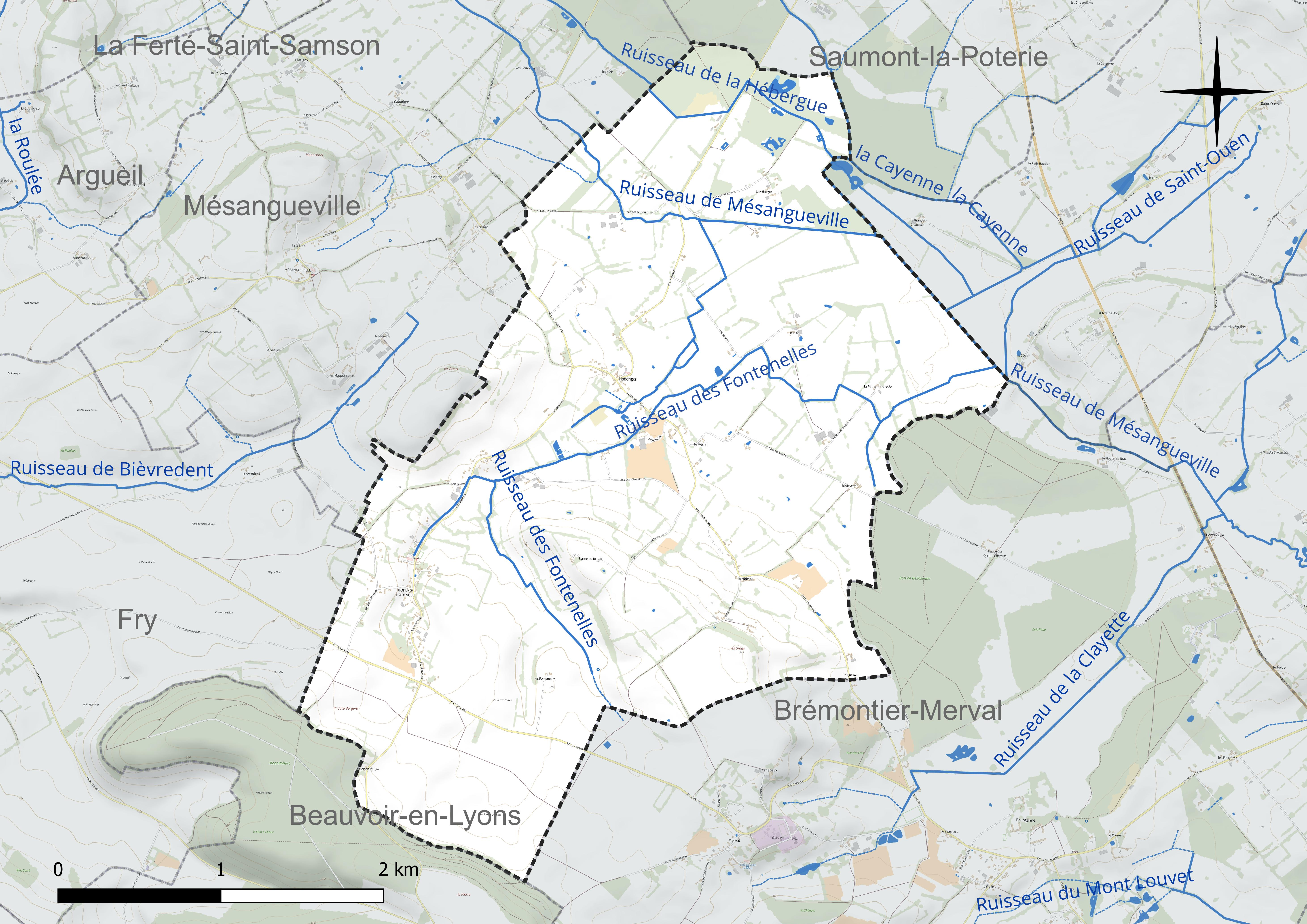
Réseau hydrographique de Hodeng-Hodenger.

### Climat
Pour des articles plus généraux, voir Climat de la Normandie et Climat de la Seine-Maritime.
En 2010, le climat de la commune est de type climat océanique altéré, selon une étude du CNRS s'appuyant sur une série de données couvrant la période 1971-2000. En 2020, Météo-France publie une typologie des climats de la France métropolitaine dans laquelle la commune est exposée à un climat océanique et est dans la région climatique Côtes de la Manche orientale, caractérisée par un faible ensoleillement (1 550 h/an) ; forte humidité de l’air (plus de 20 h/jour avec humidité relative > 80 % en hiver), vents forts fréquents. Parallèlement le GIEC normand, un groupe régional d’experts sur le climat, différencie quant à lui, dans une étude de 2020, trois grands types de climats pour la région Normandie, nuancés à une échelle plus fine par les facteurs géographiques locaux. La commune est, selon ce zonage, exposée à un « climat contrasté des collines », correspondant au Pays de Bray, bien arrosé et frais.
Pour la période 1971-2000, la température annuelle moyenne est de 10,2 °C, avec une amplitude thermique annuelle de 13,8 °C. Le cumul annuel moyen de précipitations est de 833 mm, avec 12,9 jours de précipitations en janvier et 8,5 jours en juillet. Pour la période 1991-2020, la température moyenne annuelle observée sur la station météorologique la plus proche, située sur la commune de Forges-les-Eaux à 10 km à vol d'oiseau, est de 10,7 °C et le cumul annuel moyen de précipitations est de 860,1 mm,. Pour l'avenir, les paramètres climatiques de la commune estimés pour 2050 selon différents scénarios d’émission de gaz à effet de serre sont consultables sur un site dédié publié par Météo-France en novembre 2022.

## Urbanisme

### Typologie
Au 1er janvier 2024, Hodeng-Hodenger est catégorisée commune rurale à habitat très dispersé, selon la nouvelle grille communale de densité à sept niveaux définie par l'Insee en 2022.
Elle est située hors unité urbaine. Par ailleurs la commune fait partie de l'aire d'attraction de Gournay-en-Bray, dont elle est une commune de la couronne,. Cette aire, qui regroupe 21 communes, est catégorisée dans les aires de moins de 50 000 habitants,.

### Occupation des sols
L'occupation des sols de la commune, telle qu'elle ressort de la base de données européenne d’occupation biophysique des sols Corine Land Cover (CLC), est marquée par l'importance des territoires agricoles (96,3 % en 2018), une proportion identique à celle de 1990 (96,3 %). La répartition détaillée en 2018 est la suivante : 
prairies (70 %), terres arables (24,1 %), zones urbanisées (2,2 %), zones agricoles hétérogènes (2,2 %), forêts (1,5 %). L'évolution de l’occupation des sols de la commune et de ses infrastructures peut être observée sur les différentes représentations cartographiques du territoire : la carte de Cassini (XVIIIe siècle), la carte d'état-major (1820-1866) et les cartes ou photos aériennes de l'IGN pour la période actuelle (1950 à aujourd'hui).

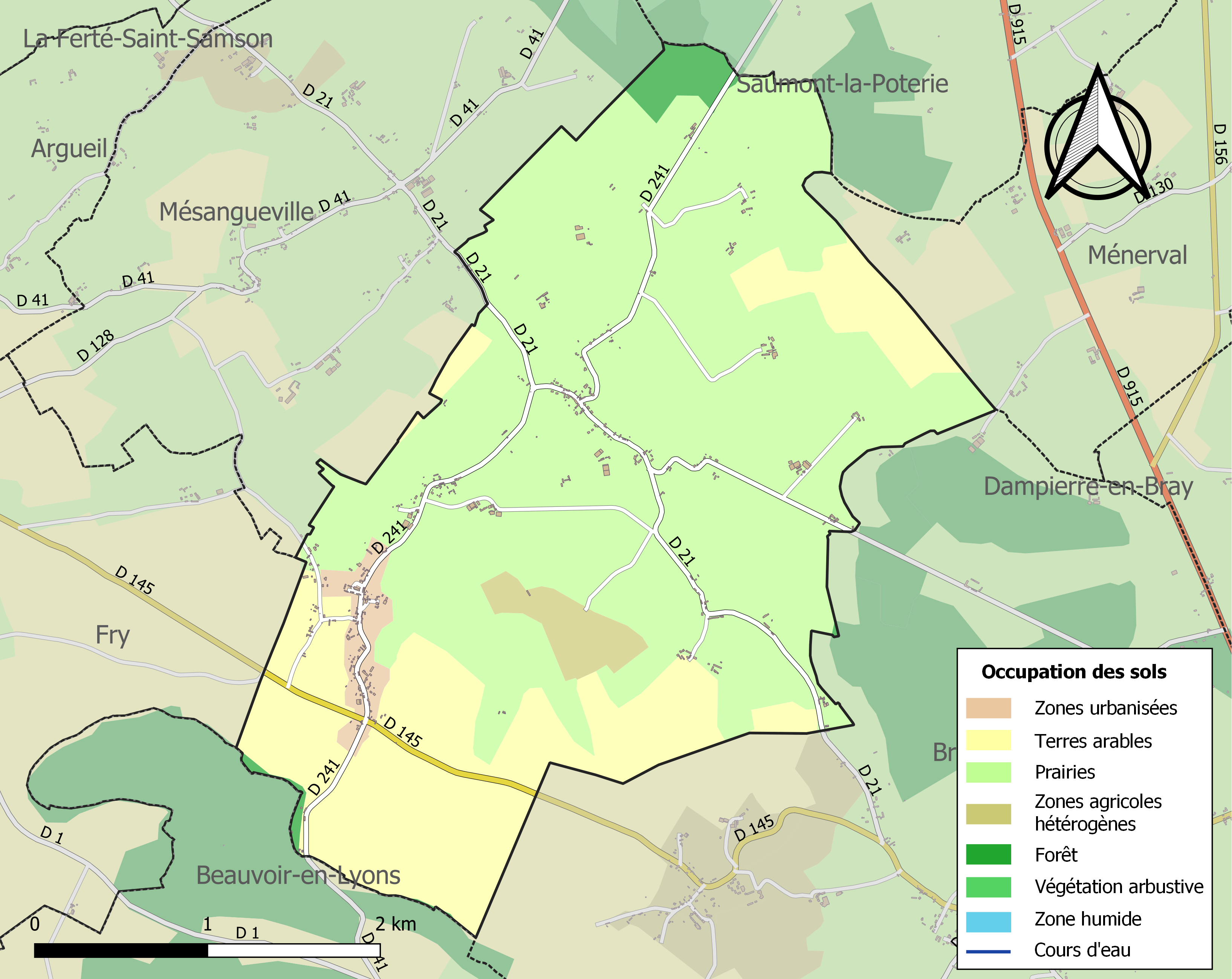
Carte des infrastructures et de l'occupation des sols de la commune en 2018 (CLC).

## Toponymie
- Hodeng : est attesté sous les formes Hosdenc au XIIe siècle[20]; Hoden en 1757 (Cassini)[21].

Le nom de Hodeng est probablement un toponyme d'origine francique, correspondant au composé germanique *husidun « maison sur la hauteur ».
- Hodenger : est attesté sous les formes Hodengel en 1186[23]; Hodenger en 1757 (Cassini)[21].

Hodengel en 1186 : Hodeng et suffixe diminutif -el, la finale est devenue ger, « petite maison sur la hauteur ».

## Histoire
Hodeng et Hodenger étaient deux paroisses voisines qui, en 1822, ont fusionné en une seule et même commune.

## Politique et administration
| Période                                  | Période                    | Identité             | Étiquette | Qualité |
| ---------------------------------------- | -------------------------- | -------------------- | --------- | --- |
| Les données manquantes sont à compléter. |                            |                      |           | |
|                                          |                            | Nestor Duval         |           | |
|                                          |                            | Maurice Farquet      |           | |
|                                          |                            | Jean Elie            |           | |
|                                          |                            | Jeannine Elie        |           | |
| Les données manquantes sont à compléter. |                            |                      |           | |
| 2001                                     | 2008                       | Jean Delwarde        |           | |
| 2008                                     | En cours (au 10 août 2020) | Jean-Claude Delwarde | DVD       | Agriculteur retraité Vice-président de la CC des Quatre Rivières (2020 → ) Réélu pour le mandat 2020-2026, |

## Démographie
L'évolution du nombre d'habitants est connue à travers les recensements de la population effectués dans la commune depuis 1793. Pour les communes de moins de 10 000 habitants, une enquête de recensement portant sur toute la population est réalisée tous les cinq ans, les populations de référence des années intermédiaires étant quant à elles estimées par interpolation ou extrapolation. Pour la commune, le premier recensement exhaustif entrant dans le cadre du nouveau dispositif a été réalisé en 2008.

En 2022, la commune comptait 281 habitants, en évolution de +0,36 % par rapport à 2016 (Seine-Maritime : +0,35 %, France hors Mayotte : +2,11 %).
| 1793 | 1800 | 1806 | 1821 | 1831 | 1836 | 1841 | 1846 | 1851 |
| ---- | ---- | ---- | ---- | ---- | ---- | ---- | ---- | ---- |
| 279  | 325  | 343  | 287  | 504  | 519  | 514  | 520  | 502  |

| 1856 | 1861 | 1866 | 1872 | 1876 | 1881 | 1886 | 1891 | 1896 |
| ---- | ---- | ---- | ---- | ---- | ---- | ---- | ---- | ---- |
| 459  | 459  | 462  | 468  | 425  | 437  | 421  | 446  | 420  |

| 1901 | 1906 | 1911 | 1921 | 1926 | 1931 | 1936 | 1946 | 1954 |
| ---- | ---- | ---- | ---- | ---- | ---- | ---- | ---- | ---- |
| 398  | 395  | 411  | 338  | 363  | 343  | 355  | 337  | 338  |

| 1962 | 1968 | 1975 | 1982 | 1990 | 1999 | 2006 | 2008 | 2013 |
| ---- | ---- | ---- | ---- | ---- | ---- | ---- | ---- | ---- |
| 314  | 273  | 223  | 217  | 228  | 202  | 242  | 254  | 280  |

| 2018 | 2022 | - | - | - | - | - | - | - |
| ---- | ---- | - | - | - | - | - | - | - |
| 277  | 281  | - | - | - | - | - | - | - |

## Culture locale et patrimoine

### Lieux et monuments
- Église Saint-Denis d'Hodeng et son porche du XVIe siècle, qui comporte des sculptures sur bois[31].
- Église Notre-Dame d'Hodenger[32].

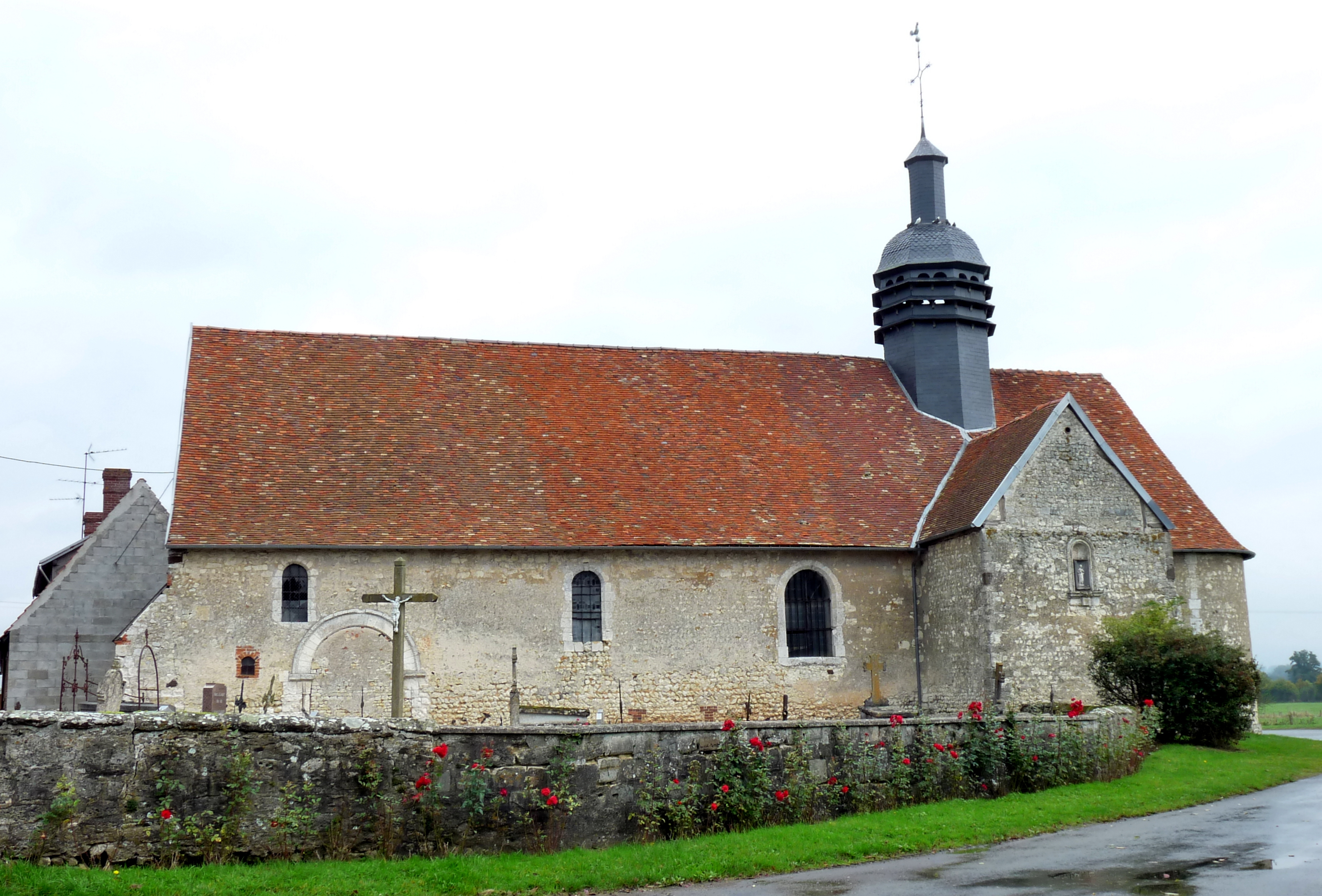
Église Notre-Dame.
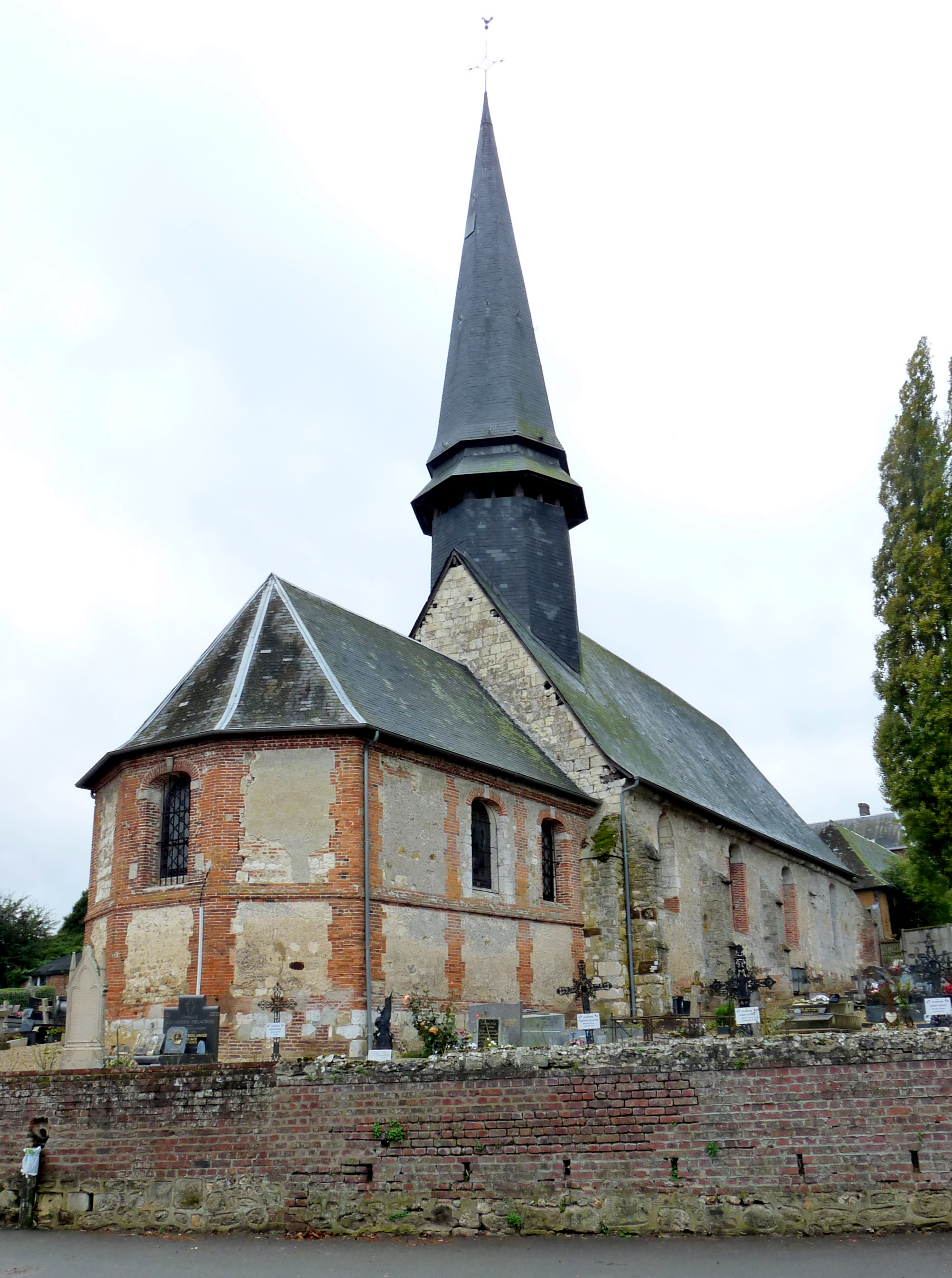
Église Saint-Denis.

## Héraldique
| Blason à dessiner | Blason  | De gueules au chevron d'or accompagné en chef d'une mitre d'azur à dextre et d'une aigle du même à senestre et d'une fleur de lis d'or en pointe. |
| Blason à dessiner | Détails | * Il y a là non-respect de la règle de contrariété des couleurs : ces armes sont fautives. Présenté officiellement le 11 février 2024.            |